# Sophia-Kirche (Frankfurt am Main)

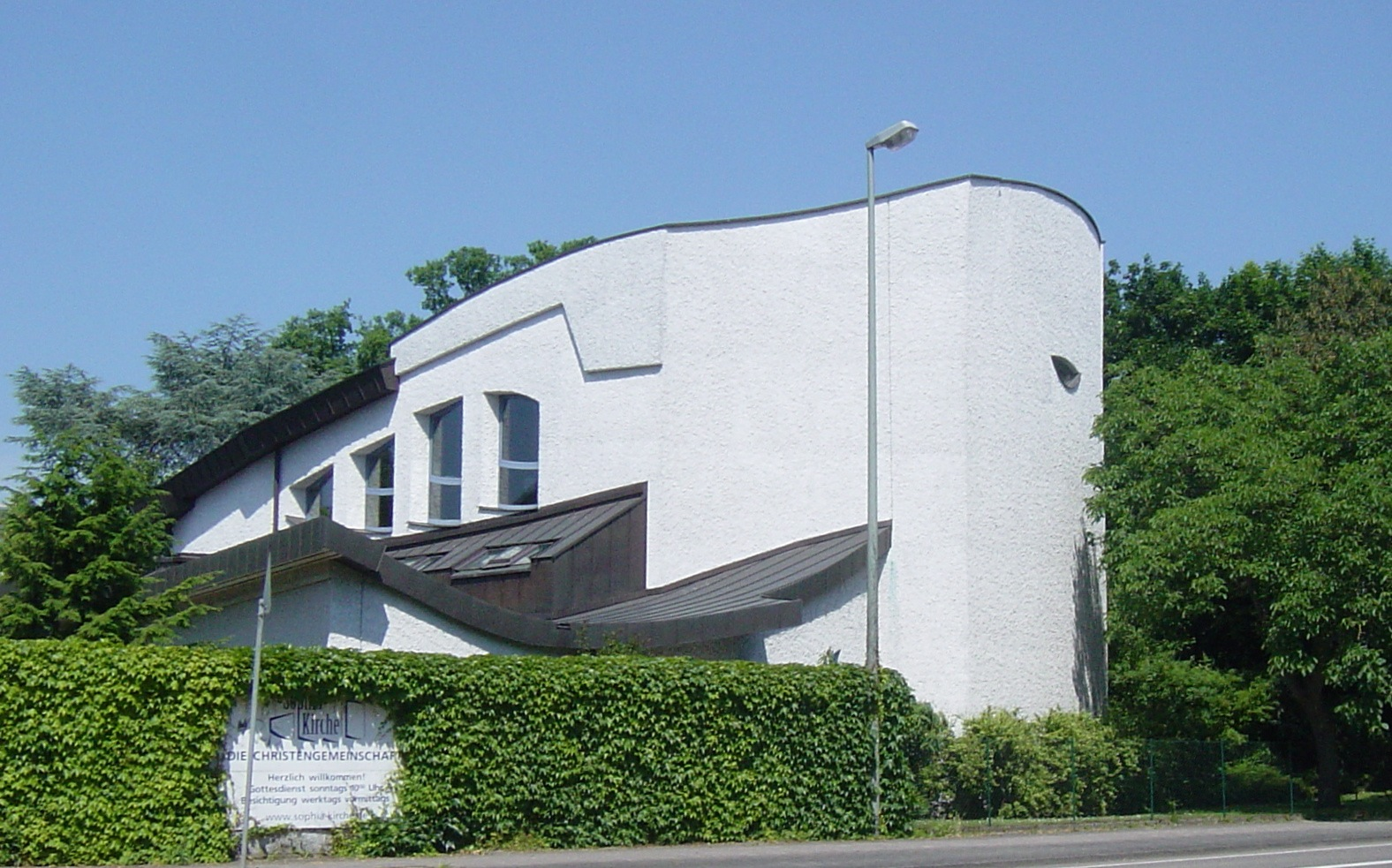
Sophia-Kirche

Die Sophia-Kirche ist eine Kirche im Frankfurter Stadtteil Frankfurt-Bockenheim.

## Bauwerk
Die vom Architekten Nikolaus Ruff (1934–2002) entworfene Kirche wurde von der Frankfurter Gemeinde der Christengemeinschaft – Bewegung für religiöse Erneuerung – gebaut. Sie ist die letzte Kirche von Nikolaus Ruff und gilt als bedeutendes Bauwerk der anthroposophischen Architektur in Frankfurt. Der Kirchenraum ist nach Gesetzen von Raum und Gegenraum gestaltet. Die Decke steigt wie zwei Flügelpaare nach Osten an. Über der Kommunionsstufe ist die Decke am höchsten. Links und Rechts sind nicht starr symmetrisch gebildet, aber bilden in ihrer Verschiedenheit wieder eine höhere Symmetrie.
Der Bau wurde als nutzungsfertiger Rohbau am 1. Advent 2001 geweiht und dient seither den Gottesdiensten. Im Sommer 2016 konnte die Farbgestaltung und der Natursteinboden realisiert werden. Ein weiterer noch von Nikolaus Ruff geplanter Baukörper mit u. a. Foyer und Aufbahrungsraum konnte aus finanziellen Gründen noch nicht verwirklicht werden.
Im Frühjahr 2021 beschloss die Gemeinde den Kirchenbau fertigzustellen. Dafür wurde eine im Bauvolumen reduzierte, aber am ursprünglichen Entwurf von Nikolaus Ruff orientierte Planung entwickelt und ein Spendenaufruf gestartet. Im Juni 2024 wurde dafür der Bauantrag gestellt.